# Achichípil
Achichípil är en ort i Mexiko.   Den ligger i kommunen Huejutla de Reyes och delstaten Hidalgo, i den sydöstra delen av landet, 210 km norr om huvudstaden Mexico City. Achichípil ligger 97 meter över havet och antalet invånare är 194.
Terrängen runt Achichípil är varierad. Achichípil ligger nere i en dal. Runt Achichípil är det ganska tätbefolkat, med 248 invånare per kvadratkilometer. Närmaste större samhälle är Huejutla de Reyes, 12,0 km sydost om Achichípil. Omgivningarna runt Achichípil är en mosaik av jordbruksmark och naturlig växtlighet.